# Pohranice
Pohranice es un municipio del distrito de Nitra en la región de Nitra, Eslovaquia, con una población estimada a final del año 2024 de 1103 habitantes.
Se encuentra ubicado en el centro-oeste de la región, en el valle del río Nitra (cuenca hidrográfica del Danubio) y cerca de la frontera con la región de Trnava.

## Demografía
| Año        | 1994 | 2004    | 2014    | 2024    |
| ---------- | ---- | ------- | ------- | ------- |
| Población  | 1083 | 1069    | 1077    | 1103    |
| Diferencia |      | −1,29 % | +0,74 % | +2,41 % |

| Año        | 2023 | 2024    |
| ---------- | ---- | ------- |
| Población  | 1094 | 1103    |
| Diferencia |      | +0,82 % |